# Lactuca sativa
La lattuga (Lactuca sativa  L., 1753) è una specie di pianta angiosperma dicotiledone della famiglia delle Asteraceae.

## Etimologia
Il nome del genere (Lactuca) deriva dall'abbondanza di sacchi lattiginosi contenuti in queste piante (una linfa lattea nel gambo e nelle radici). L'epiteto specifico (sativa) significa "ciò che è seminato", indicando quindi che la pianta è coltivata. Nel linguaggio colloquiale italiano questa pianta viene spesso, ed erroneamente, chiamata insalata, essendo spesso parte o ingrediente principale dell'omonima pietanza.
Il binomio scientifico della pianta di questa voce è stato proposto da Carl von Linné (1707 – 1778) biologo e scrittore svedese, considerato il padre della moderna classificazione scientifica degli organismi viventi, nella pubblicazione "Species Plantarum" (Sp. Pl. 2: 795) del 1753.

## Descrizione

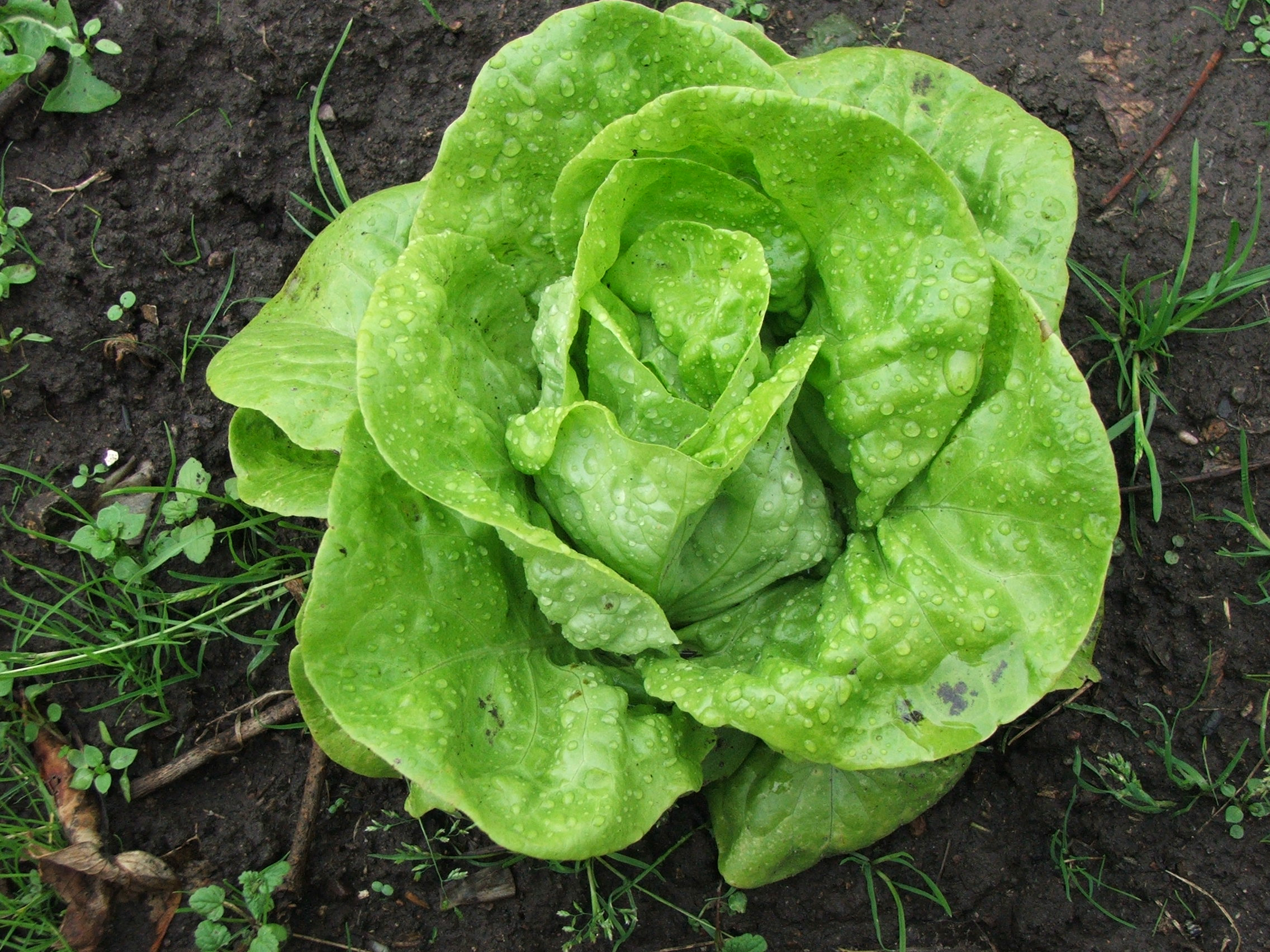
Esemplare di lattuga

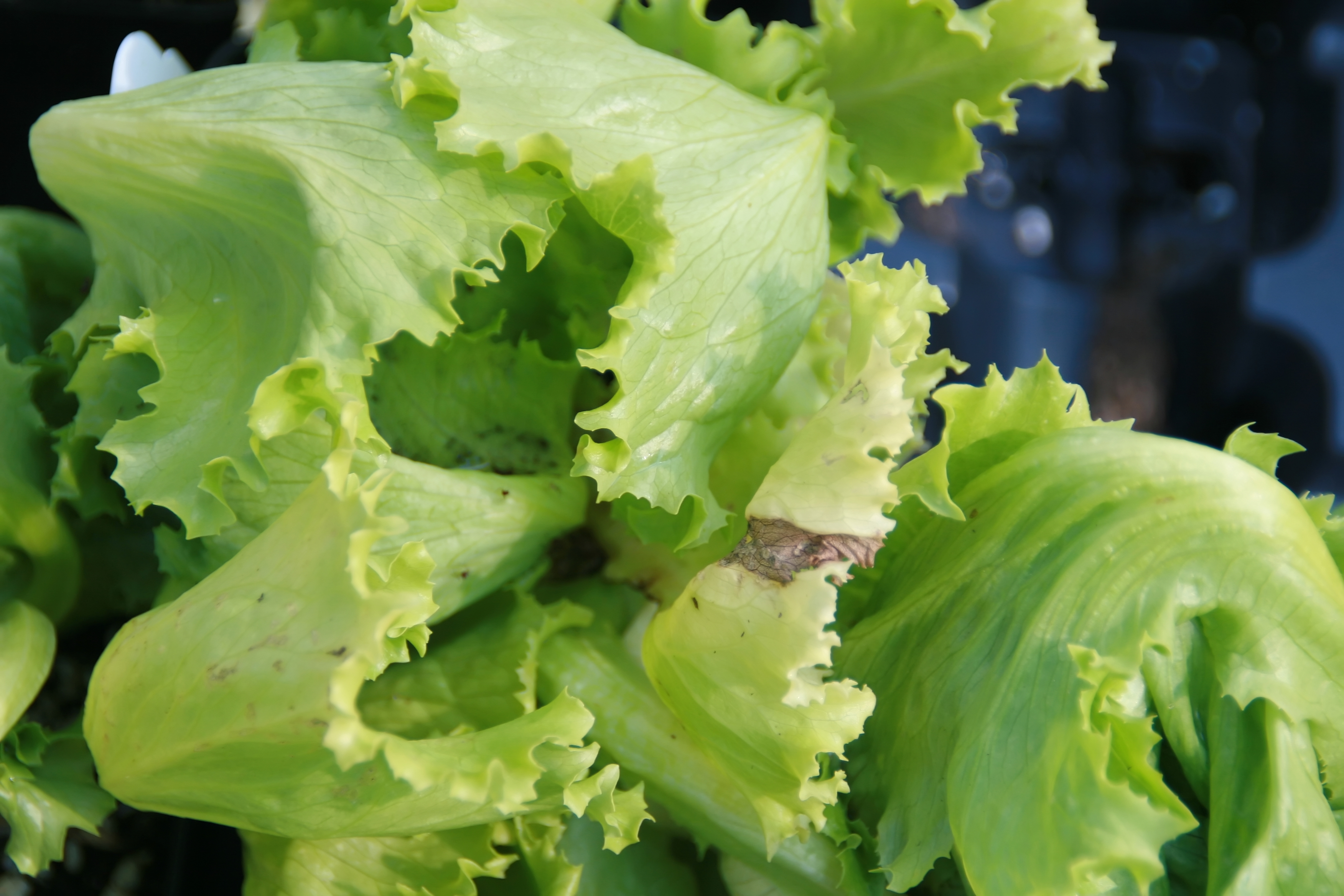
Foglie di lattuga

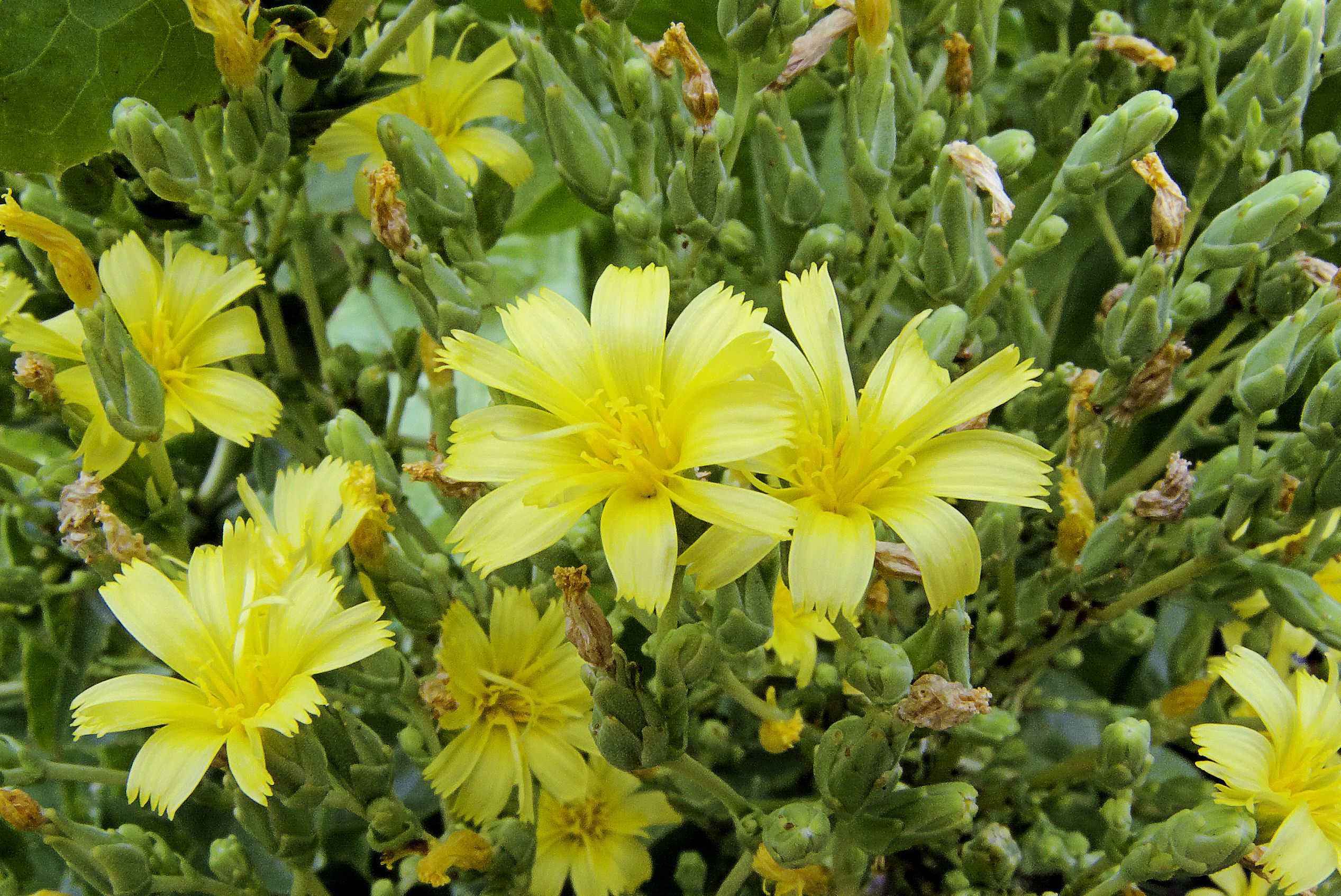
Fiori di lattuga

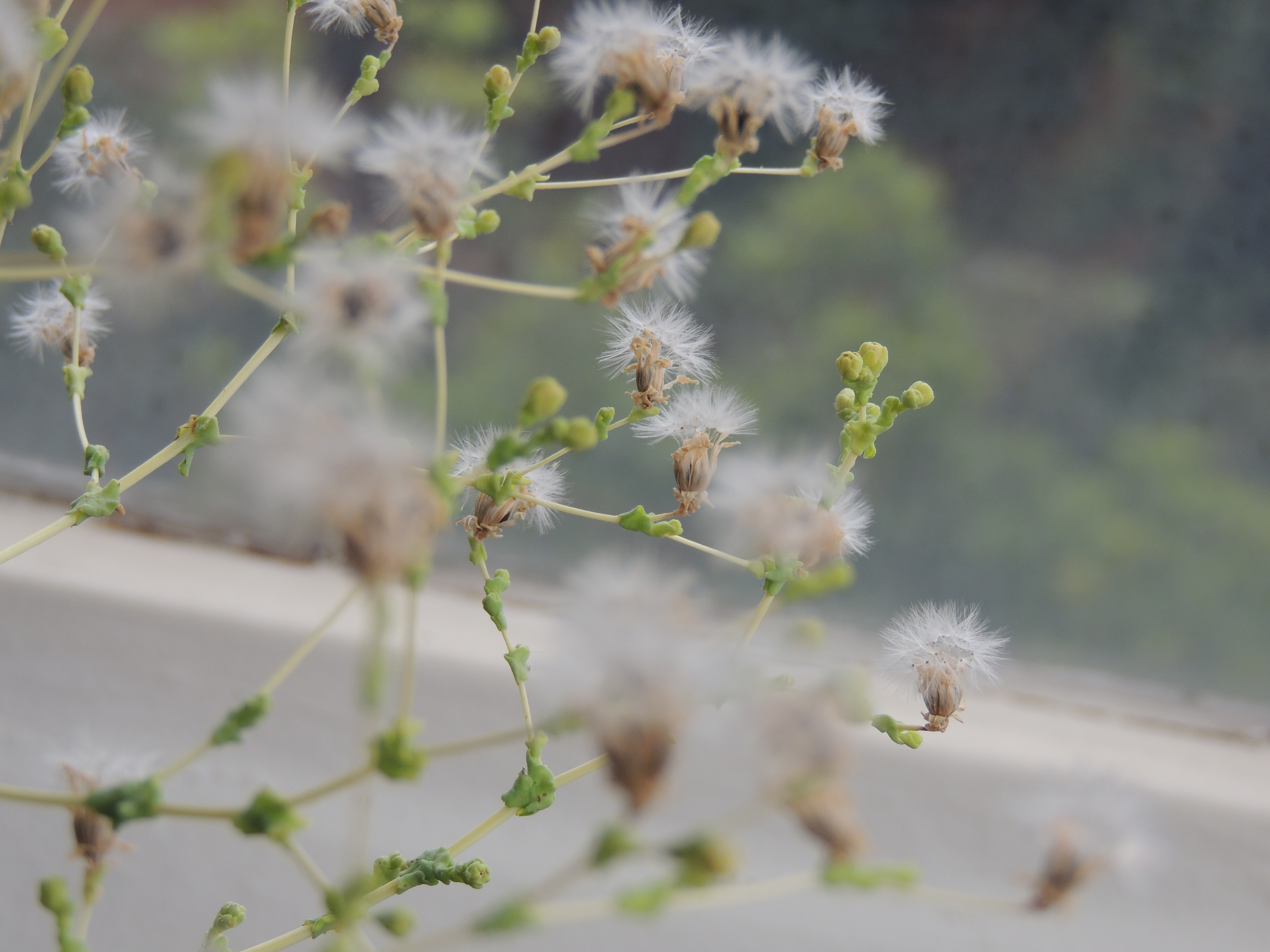
Frutti di lattuga

Habitus. La forma biologica è emicriptofita bienne (H bienn), ossia in generale sono piante erbacee con gemme svernanti al livello del suolo e protette dalla lettiera o dalla neve e si distinguono dalle altre per il ciclo vitale biennale. Il primo anno forma una rosetta, il secondo lo scapo fiorale. Negli organi interni sono presenti dei canali laticiferi. È ricca di vitamine e di sali minerali.
Fusto. La parte aerea del fusto è eretta con la ramosità sviluppata soprattutto nella parte distale. La superficie in genere è glabra. Le radici solitamente sono dei fittoni sottili. L'altezza delle specie di questo genere può variare tra i 30 – 100 cm (massimo 120 cm).
Foglie. Le foglie si dividono in basali o radicali (queste ultime formano una rosetta basale) e cauline. Lungo il caule sono disposte in modo alterno; quelle basali sono brevemente picciolate, le altre sono sessili. Quelle basali sono più grandi, quelle cauline sono progressivamente più piccole. La forma della lamina, da intera a divisa, varia da oblunga a ovato-lanceolata. La superficie è normalmente glabra e di colore verde (possono essere presenti dei riflessi glauchi) o rossastro. In alcune specie alla base sono presenti due orecchiette. Dimensione delle foglie: larghezza 4 – 20 cm; lunghezza 5 – 20 cm.
Infiorescenza. Le infiorescenze sono composte da diversi capolini (fino a 400) peduncolati disposti in pannocchie piramidali allargate. I capolini sono formati da un involucro cilindrico, conico o campanulato composto da diverse brattee (o squame) disposte su più serie in modo embricato o spiralato, all'interno delle quali un ricettacolo fa da base ai fiori ligulati. Le brattee dell'involucro, da 7 a 20 e più, hanno una forma da lanceolato-lineare a ovata; i margini sono scariosi, l'apice è acuto (o ottuso) e alla fruttificazione possono essere erette; la superficie può essere sia glabra che pelosa. Il ricettacolo, piatto o convesso, è nudo, ossia privo delle pagliette a protezione della base dei fiori.
Fiori. I fiori, da 7 a 15, sono tutti del tipo ligulato (il tipo tubuloso, i fiori del disco, presente nella maggioranza delle Asteraceae, qui è assente), sono tetra-ciclici (ossia sono presenti 4 verticilli: calice – corolla – androceo – gineceo) e pentameri (ogni verticillo ha 5 elementi). I fiori sono ermafroditi, fertili e zigomorfi.
- Formula fiorale:

*/x K {\displaystyle \infty }, [C (5), A (5)], G 2 (infero), achenio
- Calice: i sepali del calice sono ridotti ad una coroncina di squame.
- Corolla:  le corolle sono formate da una ligula terminante con 5 denti; la corolla è colorata di giallo pallido. Lunghezza della corolla: 12 – 14 mm.
- Androceo: gli stami sono 5 con filamenti liberi, mentre le antere sono saldate in un manicotto (o tubo) circondante lo stilo.[15] Le antere alla base sono acute. Il polline è tricolporato.[16]
- Gineceo: lo stilo è filiforme con peli sul lato inferiore; gli stigmi dello stilo sono due divergenti. L'ovario è infero uniloculare formato da 2 carpelli.
- Fioritura: da maggio a agosto.

Frutti. I frutti sono degli acheni con pappo. La forma dell'achenio, compressa, varia da ovoide a lanceolata improvvisamente ristretta verso l'alto in un becco. I frutti sono colorati di grigiastro, glabri e verrucosi nella parte alta e con la superficie solcata da diverse nervature o coste (da 5 a 7) e con due nervature laterali più evidenti. Il becco è filiforme, chiaro (biancastro) lungo metà del corpo dell'achenio. Il pappo è formato da più serie di setole capillari bianche (o gialle) caduche, lisce o scabre. Dimensione dei frutti: 6 – 8 mm. Lunghezza del pappo: 3 – 5 mm.

## Biologia
- Impollinazione: l'impollinazione avviene tramite insetti (impollinazione entomogama tramite farfalle diurne e notturne).
- Riproduzione: la fecondazione avviene fondamentalmente tramite l'impollinazione dei fiori (vedi sopra).
- Dispersione: i semi (gli acheni) cadendo a terra sono successivamente dispersi soprattutto da insetti tipo formiche (disseminazione mirmecoria). In questo tipo di piante avviene anche un altro tipo di dispersione: zoocoria. Infatti gli uncini delle brattee dell'involucro si agganciano ai peli degli animali di passaggio disperdendo così anche su lunghe distanze i semi della pianta.

## Distribuzione e habitat
- Geoelemento: il tipo corologico (area di origine) è incerta; forse la Mesopotamia.[2]
- Distribuzione: in Italia questa specie è comune e spontaneamente si trova lungo i margini dei coltivi. Fuori dall'Italia è presente ovunque.
- Habitat:  l'habitat preferito per queste piante sono gli ambienti ruderali e i coltivi. Il substrato preferito è calcareo ma anche siliceo con pH neutro, alti valori nutrizionali del terreno che deve essere mediamente umido.
- Distribuzione altitudinale: sui rilievi, in Italia, queste piante si possono trovare fino a 1.500 m s.l.m.; nelle Alpi frequentano quindi i seguenti piani vegetazionali: collinare, montano e in parte quello subalpino (oltre a quello planiziale).  m s.l.m.

## Coltivazione

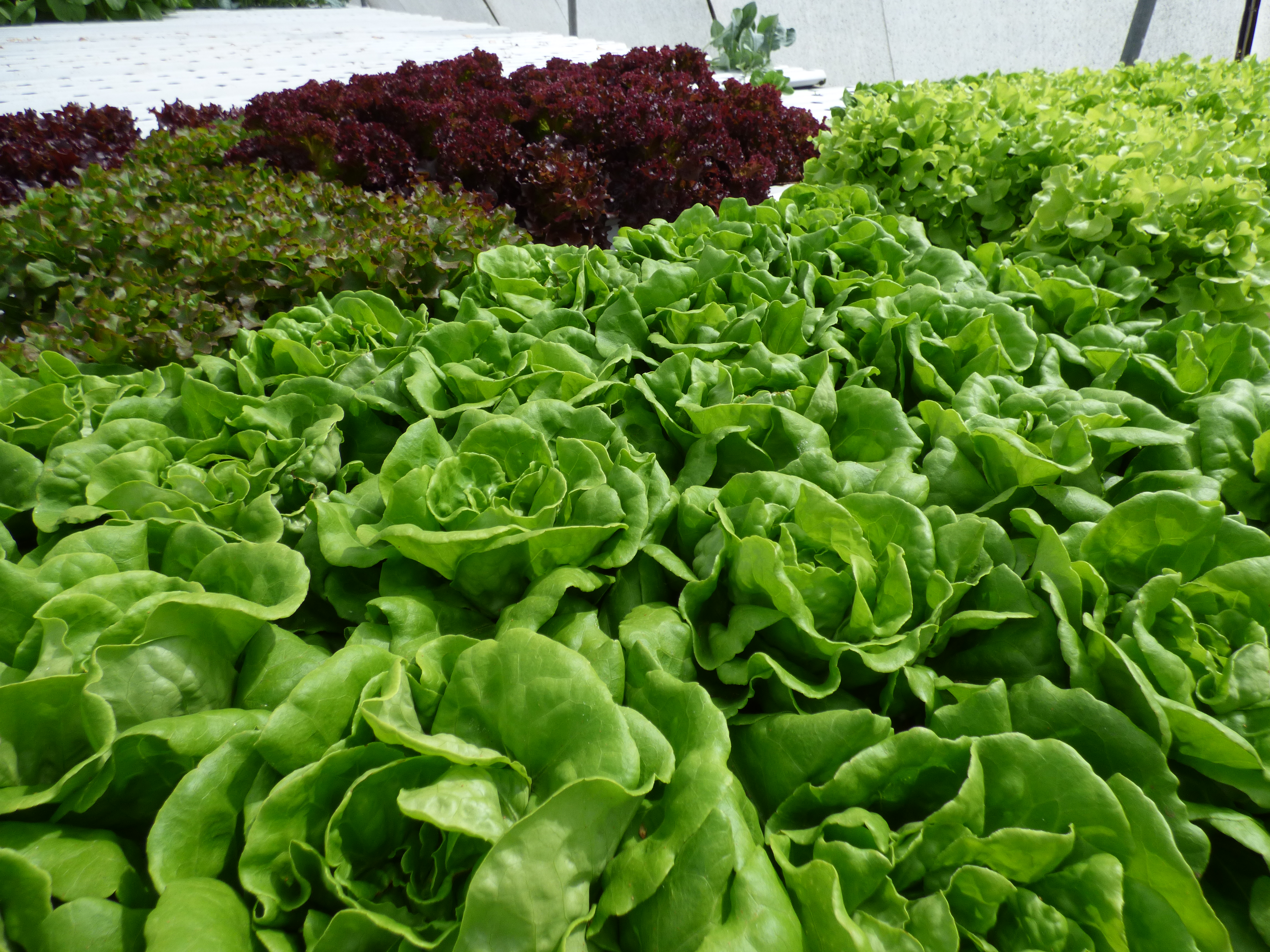
Coltivazione di lattuga

La lattuga è una pianta annuale resistente e alcune varietà possono svernare anche in climi relativamente freddi sotto uno strato di paglia. Le lattughe destinate al taglio delle singole foglie vengono solitamente piantate direttamente nell'orto in file fitte. Le lattughe distanziate ricevono più luce solare, il che migliora il colore e la quantità di nutrienti nelle foglie. La lattuga pallida o bianca, come il centro di alcune lattughe iceberg, contiene pochi nutrienti.
La lattuga cresce meglio in pieno sole, in terreni sciolti e ricchi di azoto, con un pH compreso tra 6,0 e 6,8. Il calore generalmente spinge la lattuga a spigare mentre le temperature fredde favoriscono prestazioni migliori. Temperature superiori a 27 °C generalmente si traducono in una germinazione scarsa o inesistente dei semi di lattuga. Dopo la raccolta, la lattuga dura più a lungo se conservata a 0 °C e umidità al 96%. L'elevato contenuto di acqua della lattuga (94,9%) crea problemi quando si cerca di conservare la pianta – non può essere congelata, inscatolata o essiccata con successo e deve essere consumata fresca. Nonostante l'elevato contenuto di acqua, la lattuga coltivata tradizionalmente ha un basso impatto idrico, con 237 l di acqua necessaria per ogni chilogrammo di lattuga prodotto. I metodi di coltivazione idroponica possono ridurre il consumo di acqua di quasi due ordini di grandezza.
Le varietà di lattuga si incrociano tra loro, e necessitano di una spaziatura di 1,5–6 m tra le varietà per prevenire l'ibridazione durante la produzione dei semi. La lattuga può anche ibridarsi con Lactuca serriola; i semi risultanti spesso producono una pianta con foglie dure e amare.

## Fitosociologia
Dal punto di vista fitosociologico alpino Lactuca sativa appartiene alla seguente comunità vegetale:
Formazione: delle comunità terofiche pioniere nitrofile
Classe: Stellarietea mediae

## Tassonomia
La famiglia di appartenenza di questa voce (Asteraceae o Compositae, nomen conservandum) probabilmente originaria del Sud America, è la più numerosa del mondo vegetale, comprende oltre 23.000 specie distribuite su 1.535 generi, oppure 22.750 specie e 1.530 generi secondo altre fonti (una delle checklist più aggiornata elenca fino a 1.679 generi). La famiglia attualmente (2021) è divisa in 16 sottofamiglie.

### Filogenesi
Il genere di questa voce appartiene alla sottotribù Lactucinae della tribù Cichorieae (unica tribù della sottofamiglia Cichorioideae). In base ai dati filogenetici la sottofamiglia Cichorioideae è il terz'ultimo gruppo che si è separato dal nucleo delle Asteraceae (gli ultimi due sono Corymbioideae e Asteroideae). La sottotribù Lactucinae fa parte del "quarto" clade della tribù; in questo clade è in posizione "basale" vicina alla sottotribù Hyoseridinae.
La struttura filogenetica della sottotribù è ancora in fase di studio e completamento. Provvisoriamente è stata suddivisa in 10 lignaggi. Il genere di questa voce appartiene al "Lactuca lineage", e nell'ambito della sottotribù occupa una posizione politomica insieme ai lignaggi Melanoseris - Notoseris - Paraprenanthes (questa politomia rappresenta il "core" della sottotribù). Lactuca è uno degli ultimi gruppi che si è diversificato tra i 19 e 11 milioni di anni fa.
I caratteri distintivi per le specie di questo genere sono:
- il portamento delle specie è perenne rizomatoso;
- gli acheni hanno un visibile becco apicale (il becco è diverso per colori e superficie dal resto dell'achenio);
- gli acheni hanno 12 costole ineguali;
- gli acheni sono più o meno fortemente compressi con i margini delle costole spesso gonfiate.

La circoscrizione di questo genere è da considerarsi provvisoria e in futuro potrebbe subire delle riduzioni. Sono in corso di completamento alcuni studi morfologico-molecolari e filogenetici sulla sottotribù Lactucinae che dovrebbero chiarire sia la posizione del genere Lactuca all'interno della sottotribù che la sua struttura interna. Il "lignaggio Lactuca" è composto da nove cladi terminali ben supportati, che si raggruppano in tre cladi principali.  La specie di questa voce si trova in un clade interno caratterizzato da una distribuzione sud-est europea / mediterranea / sud-ovest asiatica e con una età di inizio radiazione di circa 6,1 milioni di anni fa.
I caratteri distintivi per la specie di questa voce sono:
- il portamento delle specie è bienne rizomatoso;
- gli acheni hanno un visibile becco apicale (il becco è diverso per colori e superficie dal resto dell'achenio);
- gli acheni sono colorati di grigiastro e sono glabro-verrucosi all'apice;
- i fiori sono colorati di giallo pallido;
- le foglie cauline hanno la lamina perpendicolare al suolo;
- le brattee involucrali alla fruttificazione sono erette.

Il numero cromosomico delle specie di  Lactuca sativa è 2n = 18.

#### Varietà
Ne esiste un gran numero di varietà. Tra di esse si possono citare:
- liscia o novellina: è una lattuga molto comune.
- romana o marulla o spadona (Lactuca sativa L. var. longifolia): ha foglie di forma molto allungata, con costa robusta e nervature evidenti. Il nome marulla è comune ad Ancona, mentre spadona è usato a Foligno.[29]
- gentile (o gentilina): di colore verde oppure rossiccio, ha forma leggermente allungata e foglie ondulate.
- iceberg (o brasiliana): forma tonda molto compatta, foglie estremamente croccanti, dal colore chiaro, sapore molto delicato.[30]
- incappucciata (o cappuccia): forma tonda, simile alla iceberg, ma presenta foglie di colore verde chiaro piuttosto croccanti. È molto usata nella cucina napoletana.

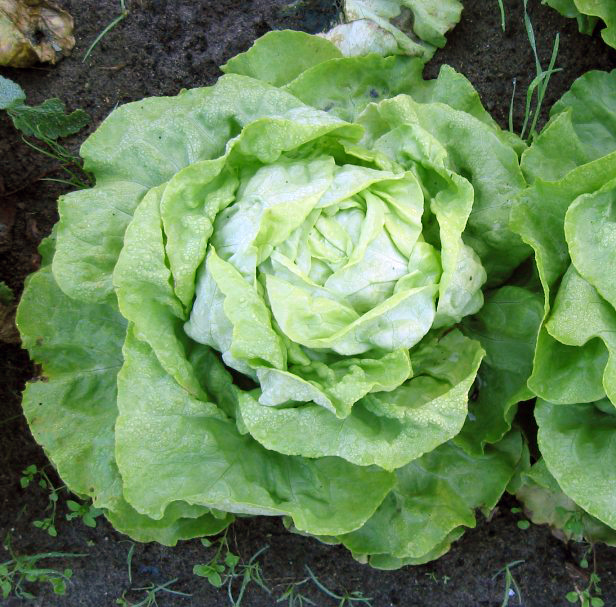
Lattuga liscia
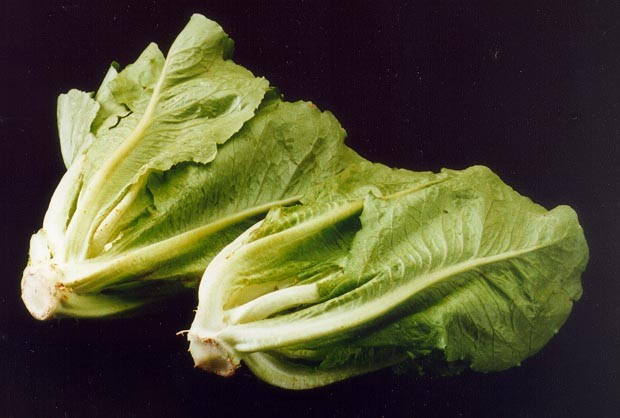
Lattuga romana o marulla o spadona
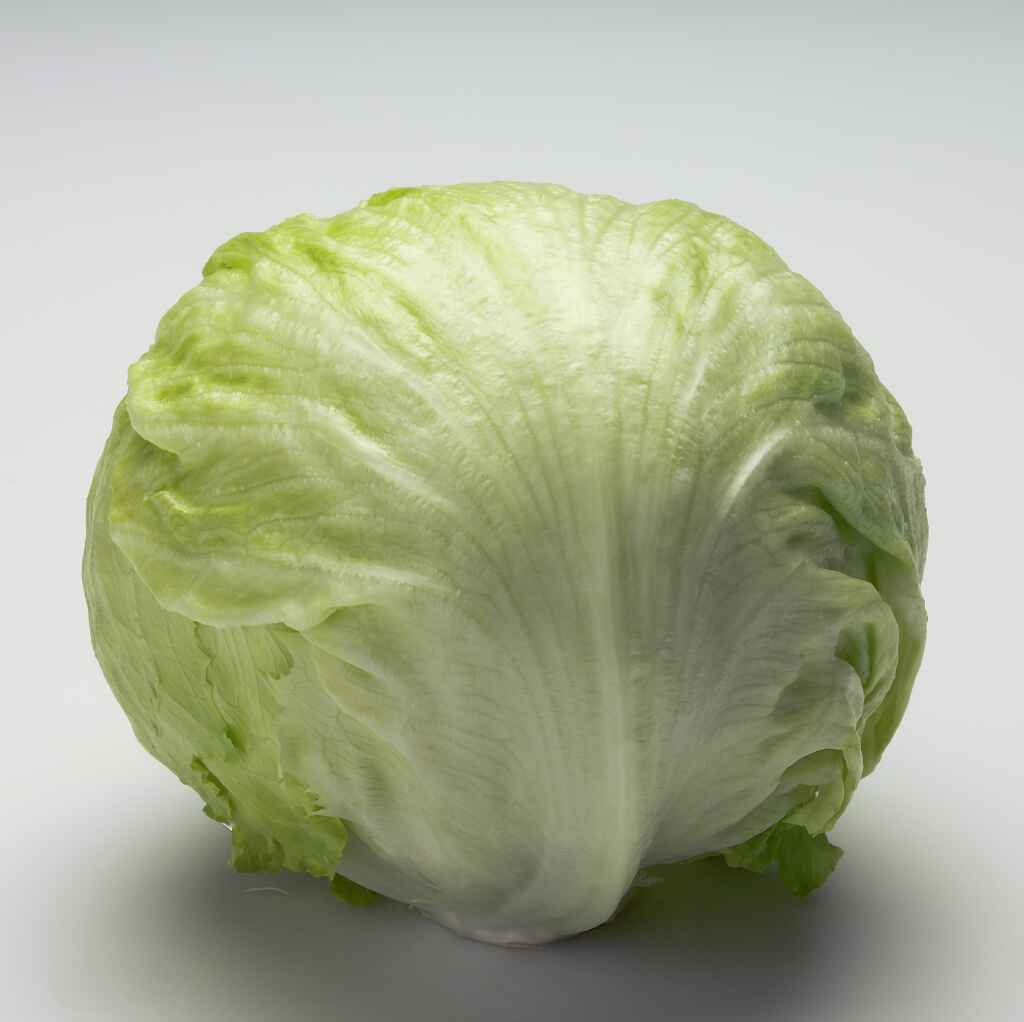
Lattuga iceberg

### Specie simili
Le seguenti specie dello stesso genere, con distribuzione alpina, possono essere confuse con quella di questa voce:
- Lactuca saligna L. - Lattuga salcigna: è alta al massimo 100 cm; le foglie cauline sono sempre intere; le infiorescenze sono formate da capolini sessili in spighe lineari.
- Lactuca sativa L. - Lattuga coltivata: il fusto è lignificato e bianco alto al massimo 100 cm; i capolini sono grandi fino a 20 mm; le foglie sono molli.
- Lactuca serriola L. - Lattuga selvatica: le foglie sono spinulose e l'infiorescenza è una pannocchia piramidale.
- Lactuca quercina L. - Lattuga saettona: il becco degli acheni è lungo 1/3 - 1/2 del corpo; le foglie non sono decorrenti lungo il fusto; gli acheni sono neri e i fiori sono gialli.

### Sinonimi
L'entità di questa voce ha avuto nel tempo diverse nomenclature. L'elenco seguente indica alcuni tra i sinonimi più frequenti:
- Lactuca capitata (L.)
- Lactuca capitata  DC.
- Lactuca crispa  (L.) Roth
- Lactuca esculenta  Salisb.
- Lactuca laciniata  Roth
- Lactuca sativa var. angustana  Irish
- Lactuca sativa convar. asparagina  Holub
- Lactuca sativa var. asparagina  L.H.Bailey
- Lactuca sativa subsp. capitata  (L.) Schübl. & G.Martens
- Lactuca sativa var. capitata  L.
- Lactuca sativa var. crispa  L.
- Lactuca sativa subsp. crispa  (L.) Schübl. & G.Martens
- Lactuca sativa subsp. minii  Hadidi
- Lactuca sativa subsp. romana  Spielm. ex Schübl. & G.Martens
- Lactuca sativa var. yemensis  X.S.Shen & Run L.Lu
- Lactuca scariola var. sativa  (L.) Moris

## Usi

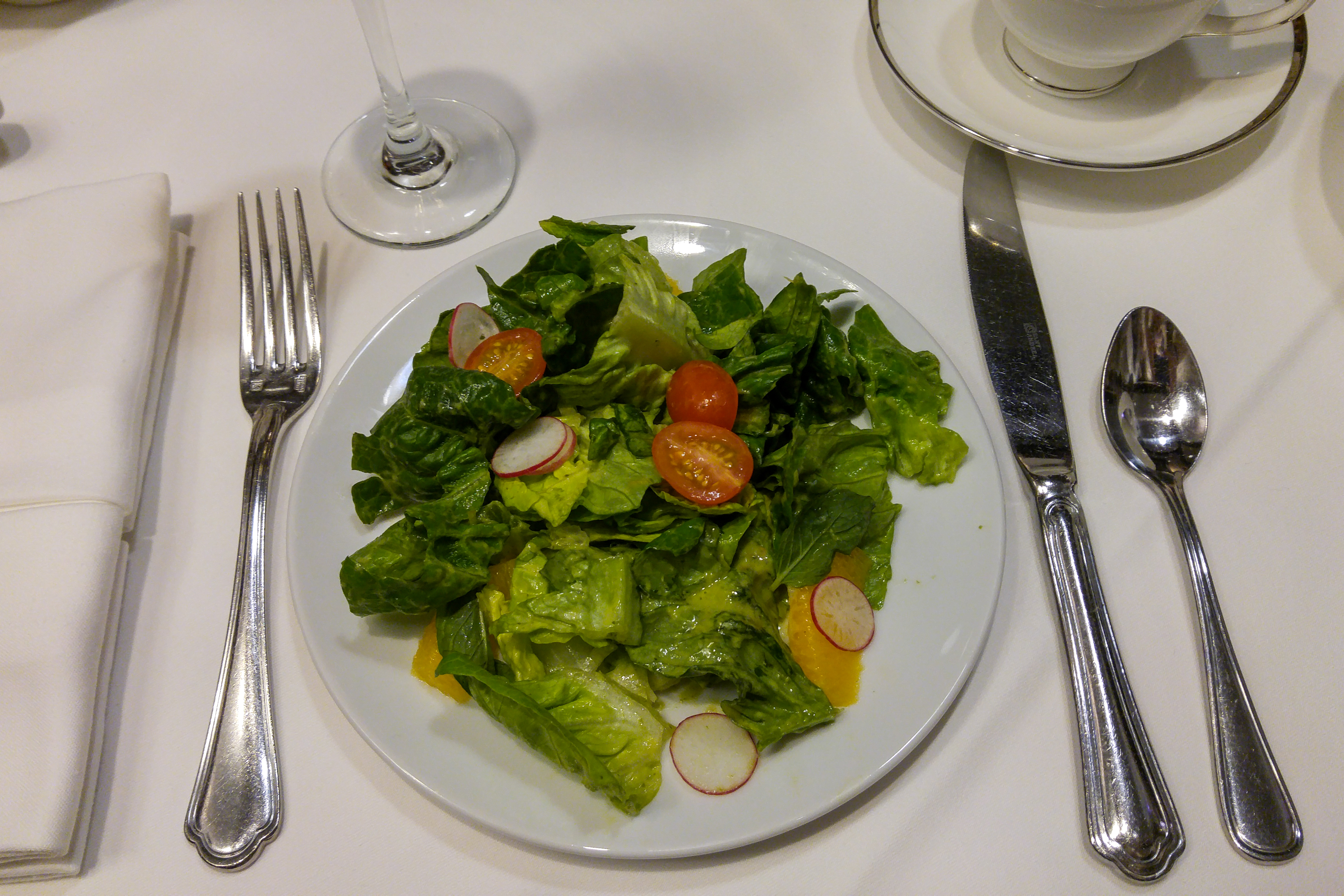
Insalata con lattuga

Come descritto intorno al 50 d.C., le foglie di lattuga venivano spesso cucinate e servite dai Romani con un condimento a base di olio e aceto; tuttavia, le foglie più piccole venivano talvolta consumate crude. Durante il regno di Domiziano (81-96 d.C.), ebbe inizio la tradizione di servire un'insalata di lattuga prima del pasto. L'Europa post-romana continuò la tradizione di cuocere la lattuga, principalmente con le grandi varietà di lattuga romana, così come il metodo di versare una miscela calda di olio e aceto sulle foglie.
Oggigiorno, la maggior parte della lattuga viene coltivata per le sue foglie, anche se un tipo viene coltivato per il suo gambo e un altro per i suoi semi, dai quali si ricava un olio. La maggior parte della lattuga viene utilizzata nelle insalate, da sola o con altre verdure a foglia verde, ortaggi, carni e formaggi. La lattuga romana viene spesso utilizzata per la Caesar salad. Le foglie di lattuga si possono trovare anche nelle zuppe, nei panini e nelle piadine, mentre i gambi vengono consumati sia crudi che cotti.
Essendo composta per circa il 95% di acqua, la lattuga ha un bassissimo contenuto energetico ma, in base alle varietà, contiene molte vitamine, tra cui la vitamina C, la vitamina A e la vitamina K; alcune varietà di colore scuro, come quella romana, contengono un'alta concentrazione di beta-carotene. Con l'eccezione della varietà iceberg, la lattuga è anche una buona fonte di folacina e di ferro.

## Aspetti medici
Per la presenza di una proteina allergizzante (Lac s 1) la lattuga può, se pur raramente, essere causa di allergia alimentare.
Le lattughe alimentari, in diversa misura in funzione della varietà e della fase vitale della pianta, contengono in piccola quantità sostanze a moderata azione sedativa.